# Adam John Parker
Adam John Parker (nacido el 13 de enero de 1972) es un prelado estadounidense de la Iglesia católica.  Es el obispo auxiliar de la Arquidiócesis de Baltimore en Maryland desde 2016.  Parker también se ha desempeñado como vicario general y moderador de la curia.

## Biografía

### Primeros años y formación
Adam John nació el 13 de enero de 1972 en Cleveland, Ohio. Hijo de George y Maureen Parker. Creció en Severna Park, Maryland, y fue educado en Severna Park High School. Estudió en Virginia Tech y en la Universidad de Maryland, College Park, y se graduó con un bachillerato en Artes con una concentración en comunicaciones.
Se formó para el sacerdocio en St. Mary's Seminary and University en Baltimore.  Luego asistió al Pontificio Colegio Norteamericano y a la Pontificia Universidad Gregoriana, ambos en Roma.

### Sacerdocio
El 27 de mayo de 2000, fue ordenado sacerdote por el cardenal William H. Keeler. Después de su ordenación, se desempeñó como párroco asociado de St. Peter Parish en Westernport, Maryland, y St. Michael Parish en Frostburg, Maryland, de 2001 a 2005. Fue administrador de la Parroquia de la Ascensión en Halethorpe, Maryland, de 2005 a 2006, y párroco allí de 2006 a 2007.  Se desempeñó simultáneamente como director asociado del Equipo de Formación del Diaconado Permanente para la arquidiócesis de 2006 a 2007.
Fue designado por el arzobispo saliente de Baltimore, el cardenal Keeler, en 2007 para servir como sacerdote secretario del arzobispo entrante, Edwin O'Brien. Cuando O'Brien fue nombrado Gran Maestre de la Orden del Santo Sepulcro y cardenal en 2012, Parker se mudó con O'Brien a Roma.
En septiembre de 2011, fue nombrado monseñor por el Papa Benedicto XVI. En 2013, regresó a Baltimore como vicecanciller arquidiocesano bajo la dirección del arzobispo William E. Lori, y en julio de 2014 se convirtió en vicario general y moderador de la curia, con la responsabilidad de administrar los servicios centrales de la arquidiócesis.

## Episcopado

### Obispo Auxiliar de Baltimore
El 5 de diciembre de 2016, el Papa Francisco lo nombró obispo auxiliar de Baltimore y  obispo titular de Tasaccora. Fue consagrado en la Catedral de María Nuestra Reina en Baltimore el 19 de enero de 2017 por el arzobispo Lori.